# إيمان طالب
إيمان طالب هي لاعبة كاراتيه جزائرية وُلدت في 3 نوفمبر 1996، ومثلت الجزائر في منافسات الكوميتيه في دورة الألعاب الإفريقية عام 2019.

## المشاركات والميداليات
شاركت إيمان طالب في عدة نسخ من بطولة إفريقيا للكاراتيه وحصلت منها على عدد من الميداليات في أعوام 2017 و2019 و2020. وفي عام 2019 شاركت في دورة الألعاب الإفريقية، والتي أقيمت في مدينة الرباط بالمغرب، حيث توجت بالميدالية البرونزية في منافسات الكوميتيه لوزن 50 كيلوغرام للسيدات. ويوضح الجدول التالي أهم المُسابقات والبطولات التي شاركت فيها إيمان طالب، وأبرز الميداليات والألقاب التي حققتها في البطولات والمسابقات المختلفة:
| العام | المسابقة                | المكان            | المنافسات                                     | الترتيب/الميدالية                   |
| ----- | ----------------------- | ----------------- | --------------------------------------------- | ----------------------------------- |
| 2017  | بطولة إفريقيا للكاراتيه | ياوندي، الكاميرون | منافسات الكوميتيه - الوزن 50 كيلوغرام للسيدات | المركز الثالث (الميدالية البرونزية) |
| 2017  | ألعاب التضامن الإسلامي  | باكو، أذربيجان    | منافسات الكوميتيه - الوزن 50 كيلوغرام للسيدات | المركز الثالث (الميدالية البرونزية) |
| 2018  | بطولة إفريقيا للكاراتيه | كيغالي، رواندا    | منافسات الكوميتيه - الوزن 50 كيلوغرام للسيدات | المركز الأول (الميدالية الذهبية)    |
| 2019  | بطولة إفريقيا للكاراتيه | غابورون، بوتسوانا | منافسات الكوميتيه - الوزن 50 كيلوغرام للسيدات | المركز الثالث (الميدالية البرونزية) |
| 2019  | دورة الألعاب الإفريقية  | الرباط، المغرب    | منافسات الكوميتيه - الوزن 50 كيلوغرام للسيدات | المركز الثالث (الميدالية البرونزية) |
| 2020  | بطولة إفريقيا للكاراتيه | طنجة، المغرب      | منافسات الكوميتيه - الوزن 50 كيلوغرام للسيدات | المركز الثالث (الميدالية البرونزية) |